# Шахіст (фільм, 2017)
Шахіст (ісп. El jugador de ajedrez, англ. The chessplayer) — фільм іспанського режисера Луїса Олівероса. Вперше представлений на кінофестивалі у Малазі 24.03.2017 року. За словами режисера «це не фільм про війну чи про шахи, це фільм про звичайних людей, які намагаються вижити, і про те, як нас перетворює війна».

## Сюжет
У 1934 році молодий гросмейстер Дієго Паділья перемагає на шаховому турнірі у Мадриді та стає чемпіоном Іспанії. В нього закохується присутня на чемпіонаті французька журналістка Маріанна Латур. Дієго та Маріанна одружуються. Але незабаром в Іспанії починається громадянська війна. В цей час у подружжя народжується донька Марго.
По закінченню війни Дієго заробляє уроками шахової гри, але це дає стабільного прибутку та Маріанна пише листа своєму другу П'єру Буалю з проханням допомогти знайти роботу у Франції, яка знаходиться під нацистською окупацією.
Через деякий час родина переїжджає до Парижу. Майже одразу Дієго заарештовують за звинуваченням у шпіонажі та він опиняється у тюрмі. Маріанна намагається врятувати чоловіка, але отримує звістку про його страту.
На численних допитах Дієго повідомляє, що він — шахіст та з ним починає грати полковник Майєр, начальник тюрми. Завдяки цьому Дієго залишається живий. Через чотири роки, після наступу союзних військ, Майєр повідомляє Дієго, що той знаходився у тюрмі за звинуваченням П'єра Буаля та може бути вільним.
Вражений Дієго йде додому, але виявляється, що його дружина та донька мешкають у Бордо разом із П'єром. Діставшись Бордо, Дієго зустрічає Маріанну, яка повідомляє, що вважала його загиблим та зараз нічого не може змінити. Вона також повідомляє, що донька також забула його та йому краще піти. Проте, коли Дієго спілкується з Марго та ставить питання про шахи, зокрема, фігуру шахового коня, донька згадує батька.

## Відзнаки та нагороди
Фільм отримав численні нагороди та відзнаки, у тому числі:
- На кінофестивалі іспанського кіно у Малазі, у 2017 році, у номінації «Кращий іспанський фільм»[3];
- На Міжнародному кінофестивалі у Хьюстоні, 2017 році у номінаціях: «Найкращий історичний фільм», «Найкращий актор головної ролі» (Марк Клотет), «Найкращий саундтрек» (Алехандро Вівас)[4];
- На Голлівудському міжнародному кінофестивалі (HIMPFF), у 2017 році у номінації «Найкраща оригінальна музика» (Алехандро Вівас)[5];
- У 2017 році фільм був нагороджений срібною медаллю Міжнародної музичної нагороди (GMA)[6].